# Fonovideo Productions
Fonovideo (también conocida como Fonovideo Productions Inc.) fue una empresa productora venezolana fundada por el empresario venezolano Alfredo Schwarz en Caracas, Venezuela en 1994, y cerrada en 2008. Estuvo dedicada a la producción de programas televisivos, postproducción y doblaje al español de series y películas. La empresa fue un pilar fundamental durante muchos años de las diferentes producciones que realizaban los canales RCTV, Venevisión, y en sus últimos año produjo para Univisión y Televisa.

## Historia
A mediados de 1994 la empresa decide partir rumbo a la ciudad de Miami, Florida, (Estados Unidos) a la producción de programas para las cadenas de televisión hispanas más importantes radicadas allá como Univisión y Telemundo. Fue así como en 1997 produjeron su primera telenovela filmada totalmente en exteriores Aguamarina, protagonizada por la actriz venezolana Ruddy Rodríguez y el galán mexicano Leonardo García. Acompañados de un gran elenco internacional, Aguamarina fue la primera producción realizada en Miami que mostraba hermosos y exóticos escenarios naturales propios del sur de la florida. Esta telenovela fue un éxito total en Venezuela y varios países de Latinoamérica y Europa donde se transmitió. Después en 1997 produjeron María Celina, que posteriormente fue transmitida en Univisión.
Fue en 1998 cuando Fonovideo Productions se asoció con Venevisión y juntos iniciaron una nueva línea de producción de telenovelas en Miami, principalmente dedicada para la transmisión en Univisión. Entre 1998 y 2004 produjeron La mujer de mi vida, Enamorada, La revancha, Secreto de amor,Gata salvaje, Rebeca y Ángel rebelde.
En 2003, el propietario comenta que la empresa no estaba en venta, pero en 2004 la cadena mexicana Televisa compró gran parte de las acciones de Fonovideo, y por lo tanto, la asociación que tenían con Venevisión International para la producción de telenovelas termina. Es así como ese mismo año se produce la telenovela Inocente de ti protagonizada por Camila Sodi y Valentino Lanús. 

### Cierre de la empresa
En 2007 el fundador, Alfredo Schwarz, deja de ser el dueño de la empresa tras haberla vendido completamente a Televisa. Luego de producir 12 telenovelas siendo la última Bajo las riendas del amor en 2007.
Para 2008 se tenían pensado grabar en conjunto con RCN El Clan de las Engañadas, pero no se realizó con la empresa. El 18 de enero de 2008 se anuncia el despido de todos sus empleados, ya que la empresa decide cerrar sus operaciones por decisión de Televisa.

## Producciones Realizadas por Fonovideo

### Coproducciones con Telemundo
- Risas y Risas (Comedia, 1996)
- Ja Ja Ja (Comedia, 1996)
- Casos y Cosas de Casa (Comedia, 1997)
- Aguamarina (Telenovela, 1997) protagonizada por Ruddy Rodríguez y Leonardo García, 126 capítulos.

### Coproducciones con Univision
- María Celina (Telenovela, 1997-98) protagonizada por Linda Callejas y Marco Antonio Muñiz, 70 capítulos.

### Coproducciones con Venevisión
- La mujer de mi vida (Telenovela, 1998-99) protagonizada por Natalia Streignard y Mario Cimarro, 150 capítulos.
- Enamorada (Telenovela, 1999) protagonizada por Gaby Espino y René Lavan, 100 capítulos.
- La revancha (Telenovela, 2000) protagonizada por Danna García y Jorge Reyes, 151 capítulos.
- Secreto de amor (Telenovela, 2001-02) protagonizada por Scarlett Ortiz y Jorge Aravena, 151 capítulos.
- Gata salvaje (Telenovela, 2002-03) protagonizada por Marlene Favela y Mario Cimarro, 252 capítulos.
- Rebeca (Telenovela, 2003) protagonizada por Mariana Seoane y Ricardo Álamo, 150 capítulos.
- Ángel rebelde (Telenovela, 2003-2004) protagonizada por Gretell Valdez y Victor Noriega, 217 capítulos.

### Coproducciones con Televisa
- Inocente de ti (Telenovela, 2004-05) protagonizada por Camila Sodi y Valentino Lanús, 130 capítulos.
- El amor no tiene precio (Telenovela, 2005-06) protagonizada por Susana González y Victor Noriega, 280 capítulos.
- Las dos caras de Ana (Telenovela, 2006-07) protagonizada por Ana Layevska y Rafael Amaya, 120 capítulos.
- Bajo las riendas del amor (Telenovela, 2007) protagonizada por Adriana Fonseca y Gabriel Soto, 150 capítulos.